# Weischütz
Weischütz is een ortsteil van de stad Freyburg (Unstrut) in de Duitse deelstaat Saksen-Anhalt. Tot 1 juli 2009 was Weischütz een zelfstandige gemeente in de Burgenlandkreis.